# 삼박자
삼박자(三拍子)는 마디에 3박을 주 특징으로 하는 음악 박자이다. 박자표는 3
4, 3
2, 3
8 9
8을 대부분 사용한다.

## 같이 보기
- 왈츠
- 투스텝
- 브레이크비트
- 덥스텝